# هابل بن حريز
أبو كريمة هابِلْ بن حُرَيْزْ بن هابِلْ (؟ - بحدود 937) ثائر أندلسي عرف بمعارضته للانتفاضة المسلحة ضد الدولة الأموية الأندلسية في أيام الأمير عبد الله بن محمد بن عبد الرحمن، أمير الدولة الأموية في الأندلس السابع. كان له ثلاثة إخوة هم منذر، وعامر وعمر، ثار كل منهم في مكانه في أوقات متقاربة سنة 282 هـ، ويعرفون عند المؤرخون بـ«بنو هابل الأربعة».  

## سيرته
ولد أبو كريمة هابِل بن حريز بن هابِل في سنة مجهول. كان في بعض حصون جيان وخلع الطاعة في أيام الأمير عبد الله بن محمد بن عبد الرحمن، أمير الدولة الأموية في الأندلس السابع. كان له ثلاثة إخوة هم منذر، وعامر وعمر، ثار كل منهم في مكانه في أوقات متقاربة سنة 282 هـ، فبنوا لأنفسهم حصوناً، وجمعوا أنصاراً وزحفت لقتالهم القواد الدولة الأموية الأندلسية. أما منذر وهو أكبرهم فانتهى أمره بأن خضع سنة 300 هـ وأدى الإتاوة في أيام الخليفة الناصر عبد الرحمن بن محمد بن عبد الله، أمير الدولة الأموية في الأندلس الثامن وخليفة الأندلس الأول، ووفد على قرطبة، وأما عامر فكانت ثورته في حصن شنت إشتيبن وخضع للناصر عبد الرحمن وأصبح في جملة قواده بقرطبة، واستشهد في معركة الخندق (939 م) بشنت مانكش (سنة 327) وأما عمر فكان شأنه كشأن عامر، وغزا مع الناصر عبد الرحمن غزوته إلى بطليوس (سنة 317) فأصابه سهم في معركة بباجة فقتل. وأما هابل صاحب الترجمة، فيقول المؤرخ ابن حيان القرطبي:
| هابل بن حريز                                                      | ثار أيام الأمير عبد الله، وخلع، واختلفت به الأحوال من أنس ونفار، إلى أن ولي كبره عبد الرحمن، فقصده فيمن قصد من نظرائه، وألقى عليه كلكله، فخشع لصولته، فاستنزله مع منذر أخيه، وأسكنه قرطبة، فنكث بعد حين، وهرب منها فدخل حصن مرهريطة [مرغريطة] وكان من حصون أخيه، وأظهر التمسك بالطاعة، وخاطب يستلطف الخليفة ويوثق على نفسه شرط الطاعة، ويسأل إقراره بحصنه، على أن يقيم الخدمة ويغزو في الجيش متى استنهض، فقبل منه الخليفة عبد الرحمن ذلك وأقره بحصنه وأسجل له عليه. | هابل بن حريز |
| — القسم الثالث من كتاب المقتبس من أنباء الأندلس لابن حيان القرطبي | |              |